# Тарасова, Анна
А́нна Тара́сова (род. 23 марта 1980, Караганда) — казахстанская легкоатлетка, специалистка по прыжкам в длину и тройным прыжкам. Выступала за сборную Казахстана по лёгкой атлетике в конце 1990-х годов, победительница первенств национального значения, участница летних Олимпийских игр в Сиднее.

## Биография
Анна Тарасова родилась 23 марта 1980 года в городе Караганда Казахской ССР.
Первого серьёзного успеха на международном уровне добилась в сезоне 1997 года, когда вошла в состав казахстанской сборной и выступила на юниорском азиатском первенстве в Бангкоке, где в зачёте тройного прыжка с результатом 12,99 завоевала бронзовую награду.
В 1998 году на юниорском мировом первенстве в Анси заняла девятое место в тройных прыжках, тогда как в прыжках в длину в финал не вышла. Позднее в тройном прыжке стала четвёртой на Азиатских играх в Бангкоке.
В 1999 году на юниорском азиатском первенстве в Сингапуре была пятой и второй в прыжках в длину и тройных прыжках соответственно.
Занималась лёгкой атлетикой во время учёбы в Техасском университете в Эль-Пасо, состояла в местной легкоатлетической команде, участвовала во многих студенческих соревнованиях в США, в частности в 2000 году в тройном прыжке заняла восьмое место в первом дивизионе Национальной ассоциации студенческого спорта (NCAA). Представляла Казахстан на чемпионате Азии в Джакарте — в прыжках в длину закрыла десятку сильнейших, тогда как тройных прыжках расположилась в итоговом протоколе на четвёртой строке. Благодаря череде удачных выступлений удостоилась права защищать честь страны на летних Олимпийских играх в Сиднее — в прыжках в длину провалила все три свои попытки на предварительном квалификационном этапе, в тройных прыжках показала результат 13,11 метра и тоже в финал не вышла.
После сиднейской Олимпиады Тарасова ещё в течение некоторого времени выступала на различных легкоатлетических турнирах в США. Завершила спортивную карьеру по окончании сезона 2003 года.